# Si j'avais des ailes
Si j'avais des ailes est un roman écrit par Ahmed Kalouaz et publié en 2008 aux éditions Actes Sud Junior.
Il raconte l'histoire d'un jeune garçon de 15 ans issu de la communauté gitane et dont le père s'est enfui depuis 10 jours.